# 지역 과학 협회
지역 과학 협회 (Regional Science Association International, RSAI)는 지역 과학의 국제기구협회이다. 이 조직은 1954년에 국가적 또는 전 세계적으로 경제적 사회적 변화의 과정에 영향을 미치는 학자들의 국제 공동체로 설립되었다. 아조 레스 대학], [아 조레스], 포르투갈에 위치하고 있다. 조직은 전 세계 22개 지역기구의 중심에 있다.